# Czajno
Czajno [pronunciación en polaco: /ˈt͡ʂai̯nɔ/] es un pueblo ubicado en el distrito administrativo de Gmina Lubraniec, dentro del Distrito de Włocławek, Voivodato de Cuyavia y Pomerania, en el norte de Polonia central. Se encuentra aproximadamente a 5 kilómetros al suroeste de Lubraniec, a 24 kilómetros al suroeste de Włocławek, y a 60 kilómetros al sur de Toruń.